# Josef Taschek

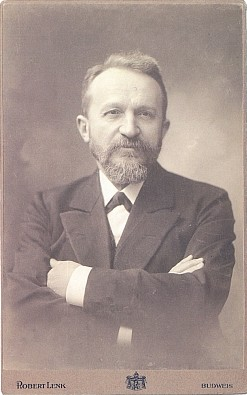
Josef Taschek

Josef Taschek (* 31. Juli 1857 in Budweis; † 29. Januar 1939 ebenda) war ein böhmischer Politiker.

## Leben
Als Sohn eines Großkaufmanns geboren, studierte Taschek nach dem Besuch der Oberrealschule in Budweis Maschinenbau an der Technischen Hochschule Wien. Während seines Studiums wurde er 1875 Mitglied der Burschenschaft Moldavia Wien. Nach seinem Studium arbeitete er von 1878 bis 1907 in der Firma seines Vaters in Budweis. Er wurde Mitglied der dortigen Schlaraffia. 1879 gründete er den Kaufmännischen Verein in Budweis. Er war auch als städtischer Armeninspektor tätig. 1884 wurde er Stadtrat. 1884 gründete er den Böhmerwaldbund, dessen Vorsitzender er bis 1938 war. Er war auch Vorsitzender des Böhmerwälder Museums. 1890 gründete er die Höritzer Böhmerwald-Passionsspiele. Er wurde „Vater des Böhmerwaldes“ genannt. 1893 und von 1895 bis 1901 gehörte er als Abgeordneter für Krumau-Kalsching-Oberplan dem Landtag des Königreichs Böhmen an. Er war Landeskulturdelegierter und von 1903 bis 1918 letzter deutscher Bürgermeister von Budweis. In dieser Funktion machte er sich unter anderem um einen Ausgleich zwischen Deutschen und Tschechen verdient. 1929 wurde er als Vertreter der deutschen Arbeiter- und Wirtschaftsgemeinschaft für den Wahlbezirk Pilsen-Budweis und für die Deutschdemokratische Freiheitspartei Mitglied des Senats der Tschechoslowakei. Er verfasste zahlreiche politische und historische Schriften.
Er war Ehrenmitglied des Corps Marchia Wien und des Corps Saxonia Prag. In Höritz wurde ein Taschek-Denkmal eingeweiht, in Zliv der Josef-Taschek-Verein gegründet.